# 吴玉如
吴玉如（1898年—1982年），名家琭，号茂林居士，晚年自署迂叟，男，安徽泾县人，中国书法家，曾任中国书法家协会名誉理事。